# Motor boxer de dez cilindros
Leopard 1A1 Australiano.
O motor boxer de dez cilindros ou motor de dez cilindros opostos é um motor boxer com dez cilindros dispostos horizontalmente em duas bancadas de cinco cilindros localizadas em lados opostos do cárter.
O motor é genuinamente um motor boxer, quando as bielas são acoplados ao virabrequim de modo que cada par de pistões se desloque em direção oposta a cada tempo.
O uso de motores boxer de dez cilindros é bastante rara. A Chevrolet testou esta configuração no Corvair, baseado no motor de seis cilindros. O tanque Leopard 1 era equipado com um motor com esta configuração.